# 訃報 2011年7月
訃報 2011年7月（ふほう 2011ねん7がつ）では、2011年7月に物故した、又は物故が報じられた人物についてまとめる。

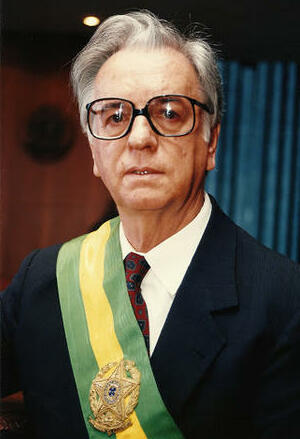
イタマル・フランコ／7月2日没

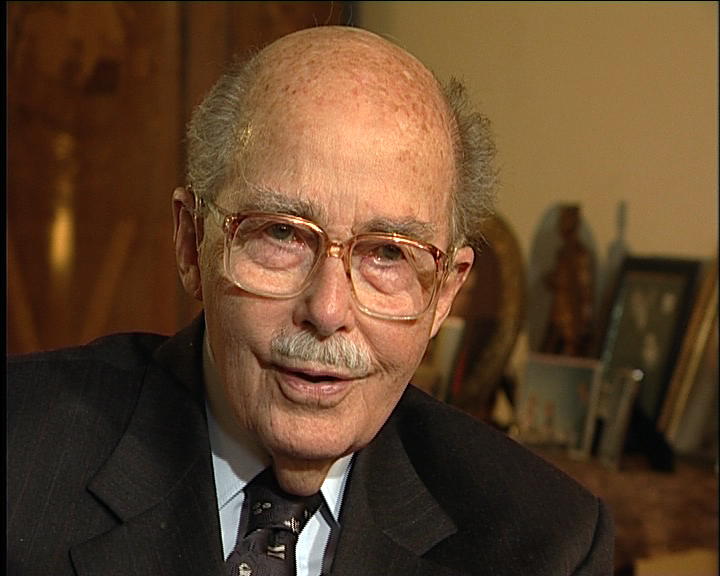
オットー・フォン・ハプスブルク／7月4日没

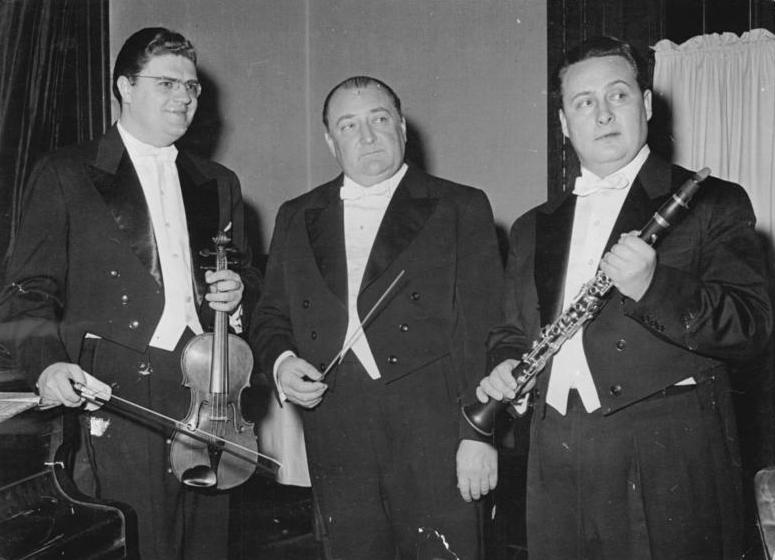
ヨゼフ・スーク（左）／7月6日没

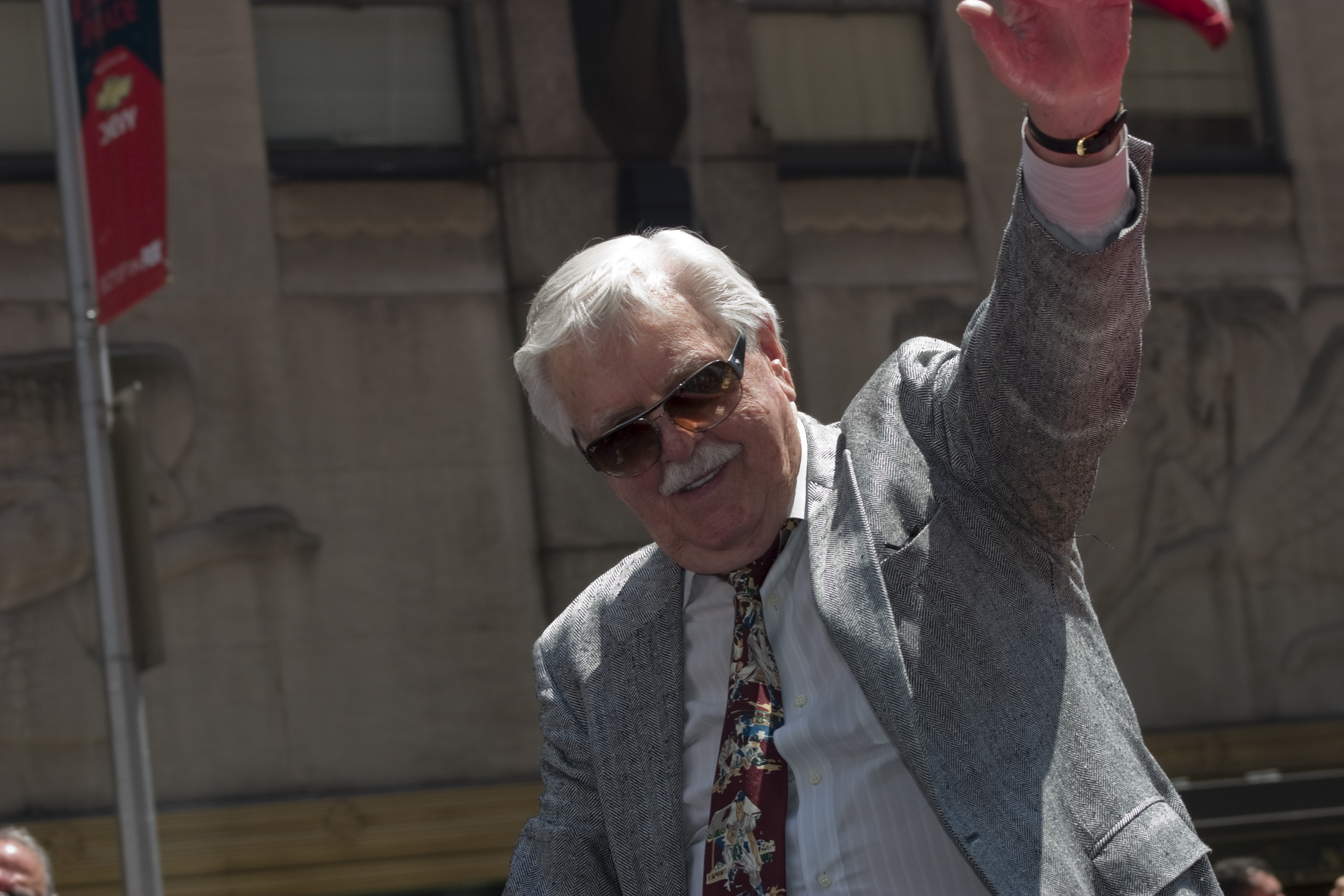
ディック・ウィリアムズ／7月7日没

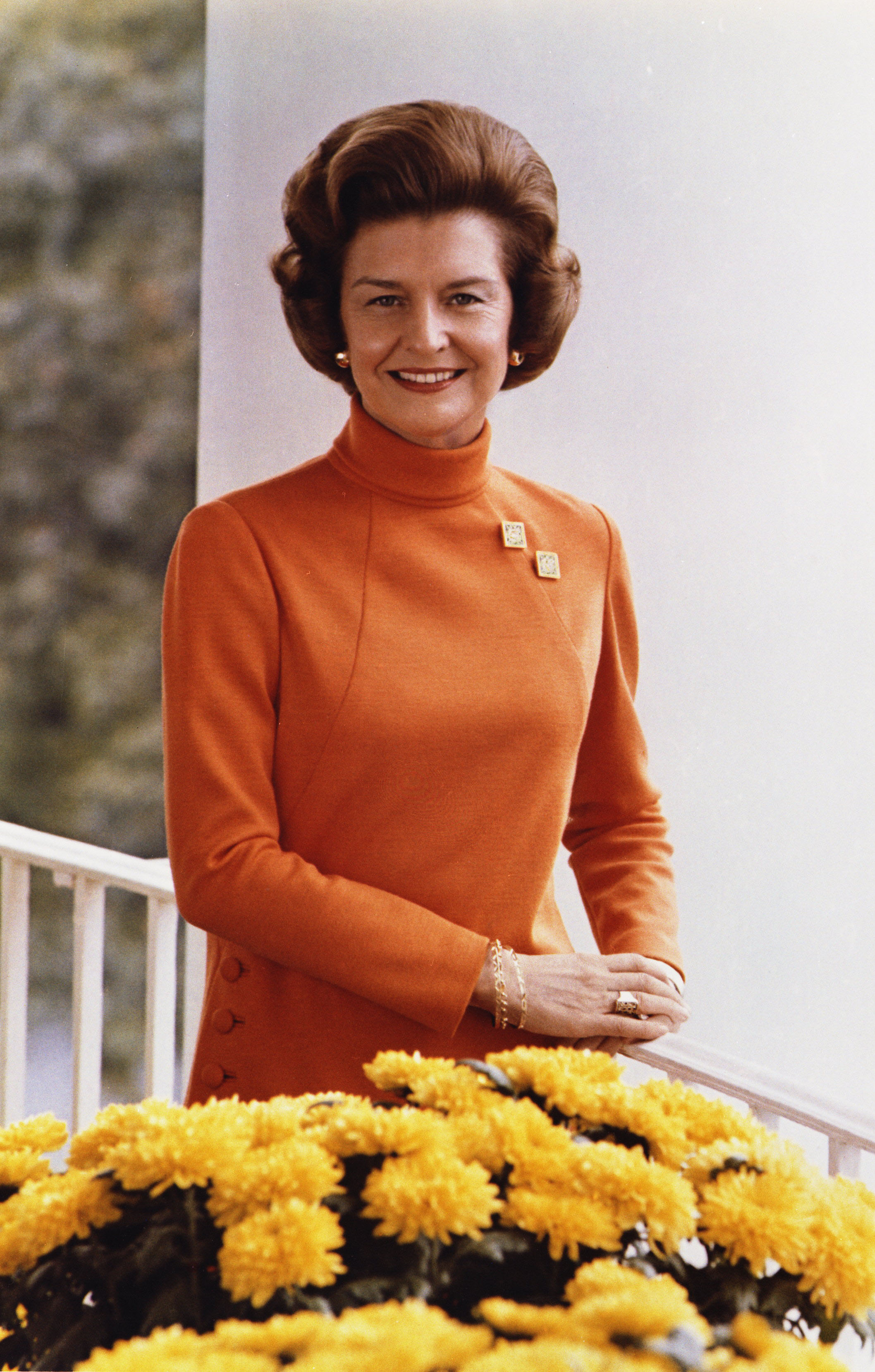
ベティ・フォード／7月8日没

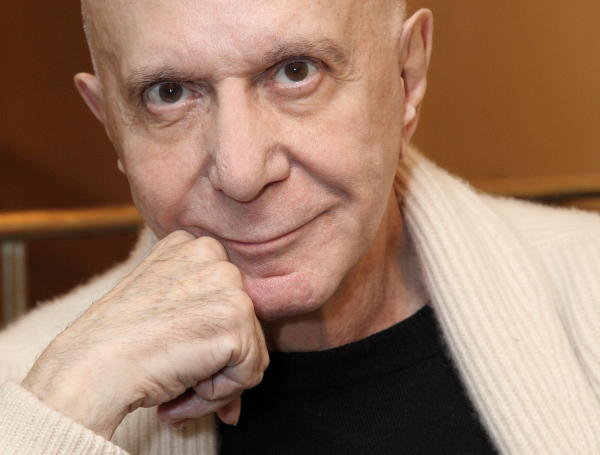
ローラン・プティ／7月10日没

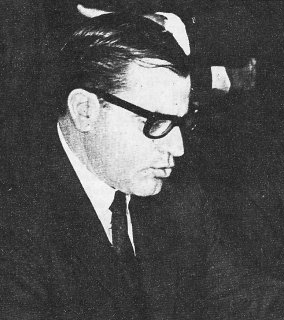
フアン・マリーア・ボルダベリー／7月17日没

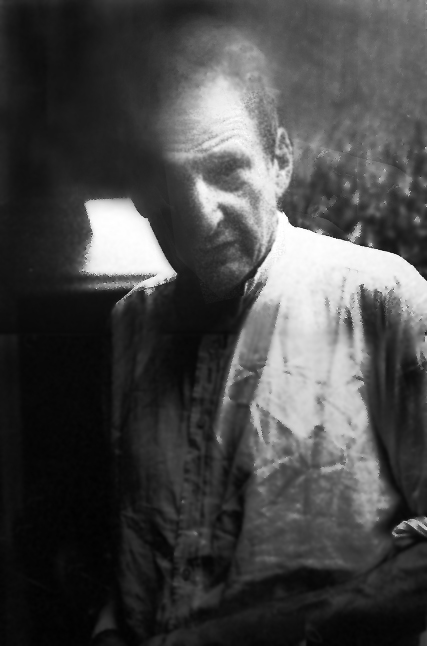
ルシアン・フロイド／7月20日没

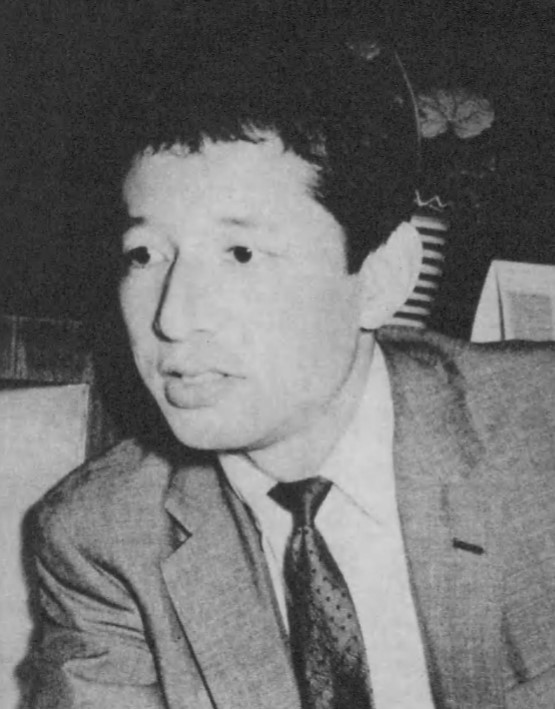
中村とうよう／7月21日没

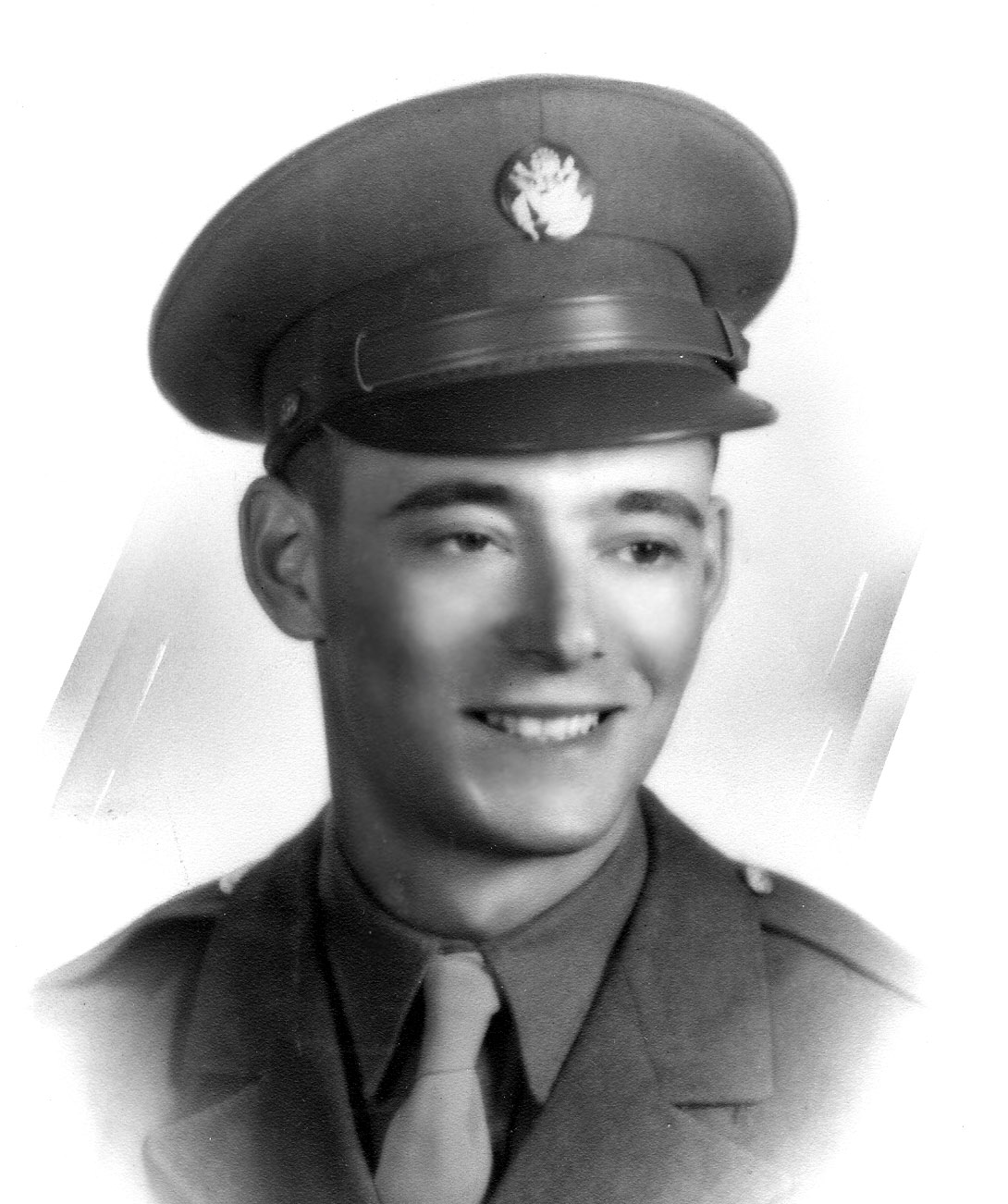
ロバート・エッチンガー／7月23日没

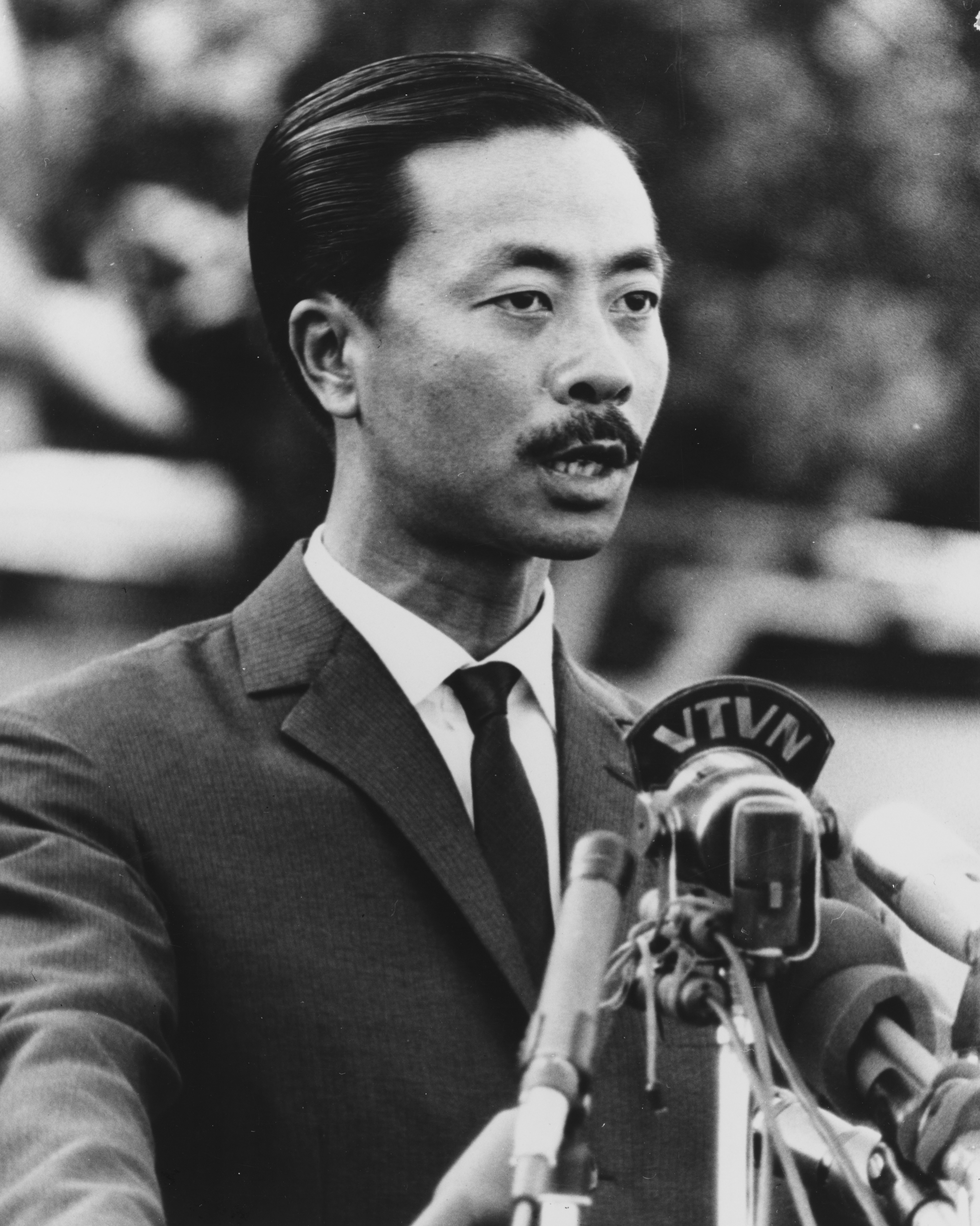
グエン・カオ・キ／7月23日没

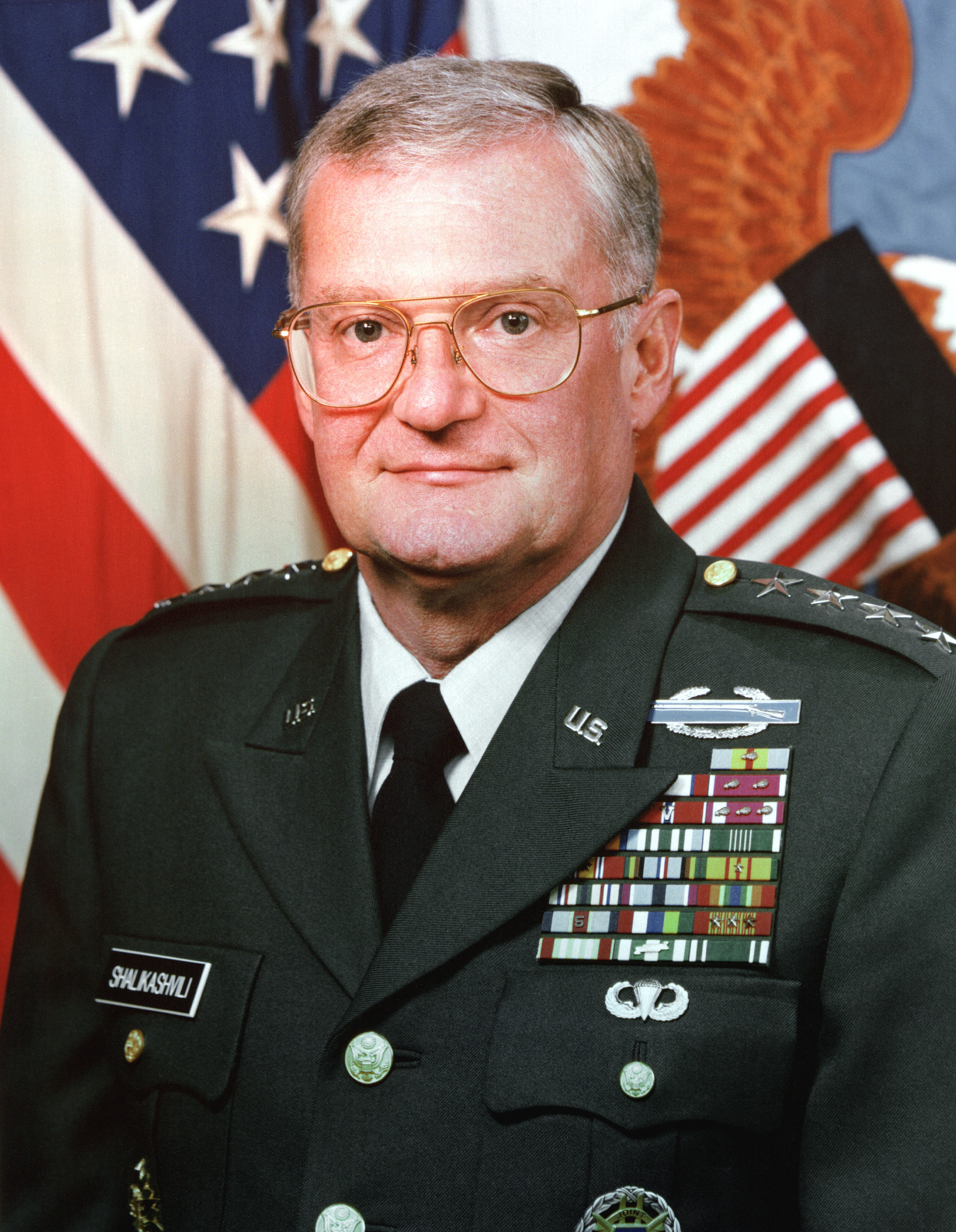
ジョン・シャリカシュビリ／7月23日没

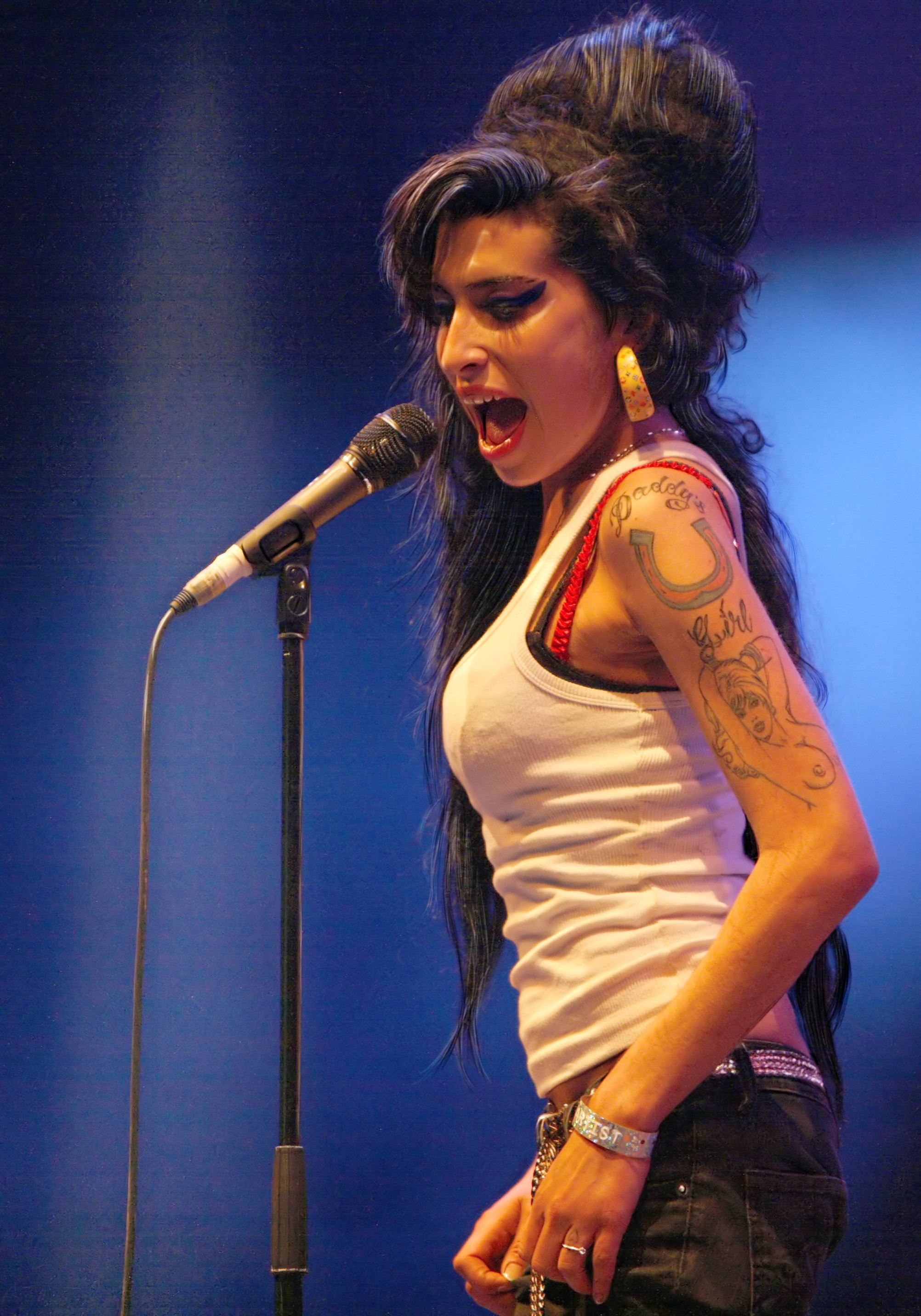
エイミー・ワインハウス／7月23日没

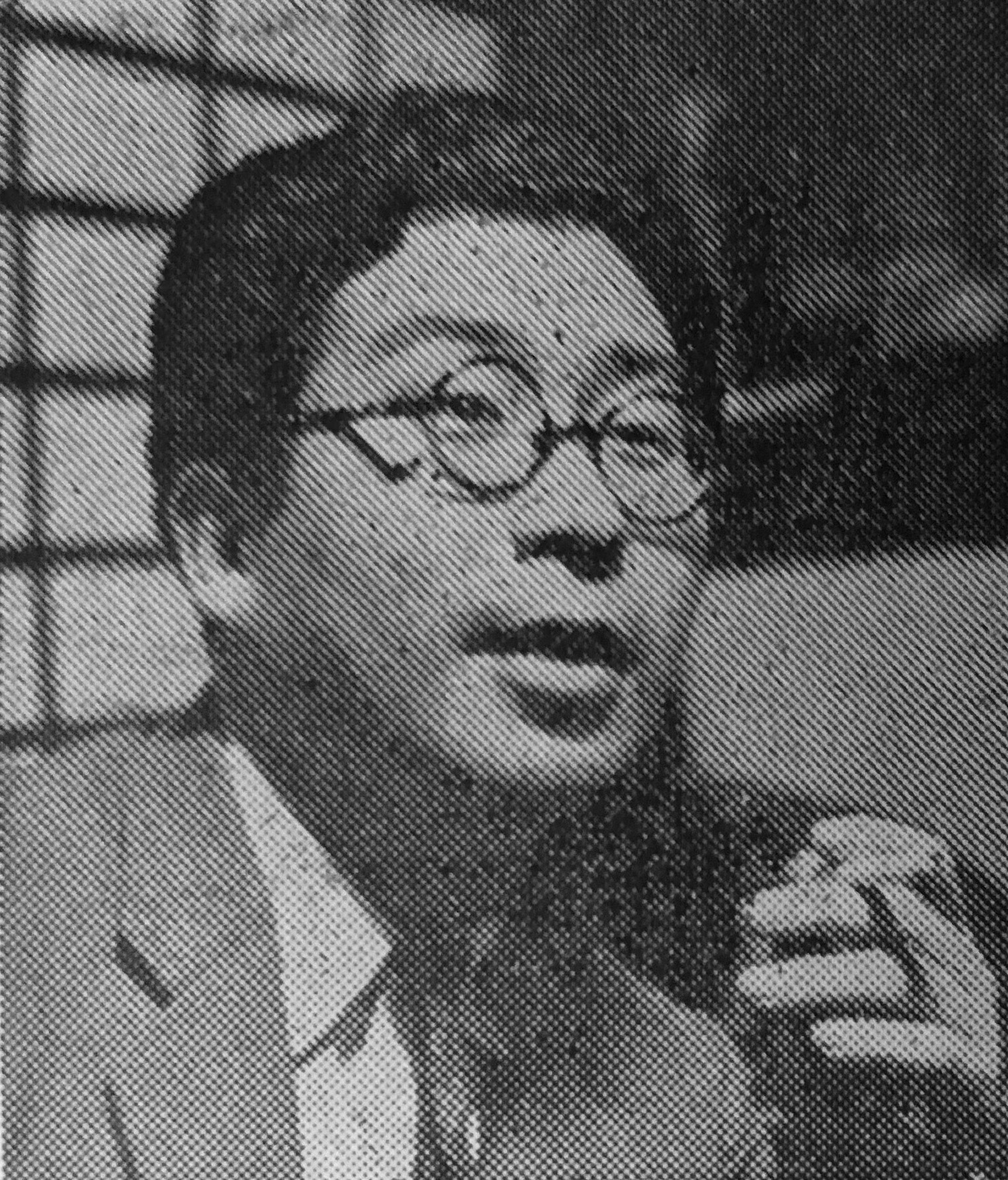
小松左京／7月26日没

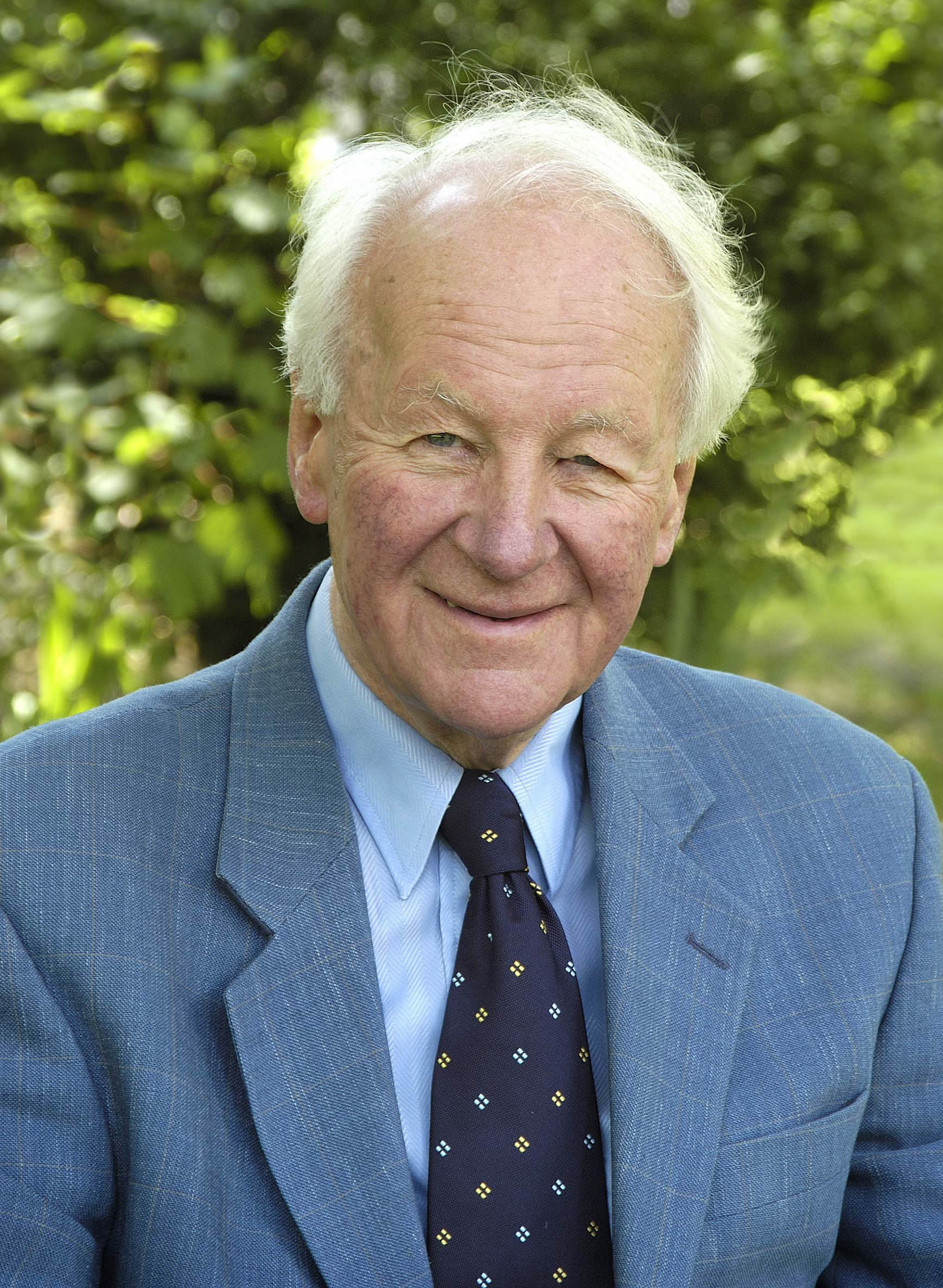
ジョン・ストット／7月27日没

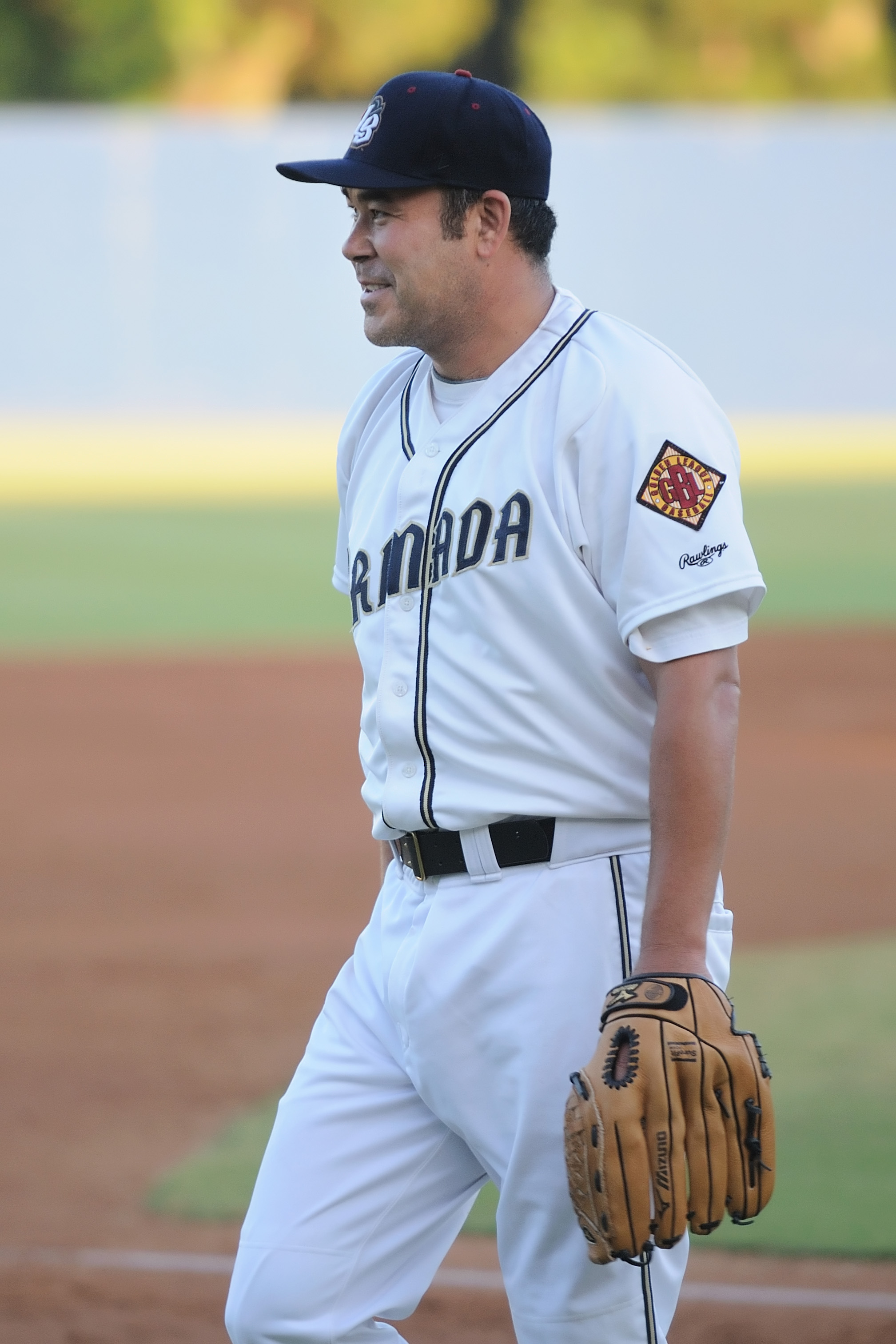
伊良部秀輝／7月27日没

## 1日 - 15日
- 7月1日 - 安井武、日本の脚本家・演出家（* 1934年[1]）[2]
- 7月1日 - 6代目杵屋正次郎、日本の長唄三味線方（* 1935年）[3]
- 7月1日 - 樺山卓司[4]、日本の政治家、東京都議会議員、樺山料理学園理事長（* 1947年）[5][6]
- 7月2日 - イタマル・フランコ、ブラジルの政治家、元大統領（* 1930年）[7]
- 7月4日 - オットー・フォン・ハプスブルク、オーストリア＝ハンガリー帝国の元帝位継承者【皇太子】（* 1912年）[8]
- 7月5日 - サイ・トゥオンブリー、アメリカ合衆国の画家（* 1928年）[9]
- 7月5日 - 和田慎二、日本の劇画家、漫画家（* 1950年）[10]
- 7月6日 - 松浦総三、日本のジャーナリスト、評論家（* 1914年）[11]
- 7月6日 - ヨゼフ・スーク、チェコ共和国のヴァイオリニスト（* 1929年）[12]
- 7月6日 - 福本章、日本の洋画家（* 1932年[13]）[14]
- 7月6日 - ALICIA、日本の歌手、ロス・インディオスのボーカル（* 1973年?）[15]
- 7月7日 - ディック・ウィリアムズ、アメリカ合衆国の元プロ野球選手/監督（* 1929年）[16]
- 7月7日 - マヌエル・ガルバン、キューバのギタリスト（* 1931年）[17]
- 7月8日 - ベティ・フォード、第38代アメリカ合衆国大統領・ジェラルド・R・フォード夫人（* 1918年）[18]
- 7月8日 - ビリー・ブランコ（Billy Blanco）、ブラジルのボサノバ歌手、作曲家（* 1924年）[19]
- 7月8日 - 大町正人、日本の声楽家、ボニージャックスの元メンバー、セカンドテナー（* 1937年）[20]
- 7月9日 - 石原登、日本の政治家（* 1914年?）[21]
- 7月9日 - 本居若葉、日本の童謡歌手（* 1919年）[22]
- 7月9日 - 田中秀夫、日本の監督、演出家（* 1933年）[23]
- 7月9日 - 青葉益輝、日本のグラフィックデザイナー（* 1939年）[24]
- 7月10日 - ローラン・プティ、フランスのバレエダンサー、振付家（* 1924年）[25]
- 7月10日 - 瀬川昌男、日本のSF作家、科学解説の書き手、児童読物作家（* 1931年）[26]
- 7月10日 - 高木昭作、日本の日本史学者、東京大学名誉教授（* 1936年）[27]
- 7月11日 - ロブ・グリル（Rob Grill）、アメリカ合衆国の歌手・ベーシスト、グラス・ルーツのリードシンガー（* 1943年）[28]
- 7月12日 - 冷泉布美子、日本の文化財保護者、公益財団法人冷泉家時雨亭文庫名誉会長（* 1916年）[29]
- 7月12日 - 沼田鈴子、日本の被爆語り部（* 1923年）[30]
- 7月12日 - 宮尾すすむ、日本のタレント、司会者（* 1934年）[31]
- 7月13日 - 八木紫朗、日本の実業家、朝日放送専務（* 1929年?）[32]
- 7月14日 - 森和夫、日本の実業家、東洋水産創業者（* 1916年）[33]
- 7月14日 - 貞永方久、日本の映画監督（* 1931年）[34]
- 7月15日 - 岩本忠夫、日本の政治家、元福島県双葉町長（* 1930年?）[35]
- 7月15日 - 山岸紀郎、日本の実業家、日本バレーボール協会専務理事（* 1943年[36]）[37]

## 16日 - 31日
- 7月16日 - 梶井健一、日本の実業家、元名古屋鉄道社長、元日銀考査局長（* 1916年）[38]
- 7月16日 - 藤樹憲二、日本の実業家、元長崎放送社長（* 1923年?）[39]
- 7月17日 - 若槻彬、日本の企業家、元四国電力常務（* 1916年?）[40]
- 7月17日 - フアン・マリーア・ボルダベリー、ウルグアイの大統領（* 1928年）[41]
- 7月17日 - 加藤幸彦、日本の登山家（* 1932年?）
- 7月17日 - 森孝慈、日本の元サッカー選手、指導者、元サッカー日本代表監督、元浦和レッドダイヤモンズ監督（* 1943年）[42]
- 7月17日 - 沢田泰司(TAIJI)、日本のギタリスト・ベーシスト、元X・LOUDNESSメンバー（* 1966年）[43]
- 7月18日 - 宮沢清治、日本の気象解説者、元神戸海洋気象台長（* 1923年）[44]
- 7月18日 - 西川扇勝治、日本の実業家、日本舞踊西川流常任理事（* 1933年?）[45]
- 7月18日 - 一志 (歌手)（本名：高和一志/旧姓：塩原）、日本のシンガーソングライター、Kagrra,のボーカル（* 1978年）
- 7月19日 - 曲子光男、日本の画家、日展参与（* 1915年[46]）[47]
- 7月19日 - 吉良竜夫、日本の生態学者、理学博士、大阪市立大学名誉教授、元日本生態学会会長、初代日本熱帯生態学会会長（* 1919年）[48]
- 7月19日 - 坂上寿夫、日本の最高裁判事、弁護士（1923年）[49]
- 7月19日 - 原田芳雄、日本の俳優、歌手（* 1940年）[50]
- 7月19日 - トミー青山、日本の女子プロレスラー（* 1958年）[51]
- 7月20日 - ルシアン・フロイド、イギリスの画家（* 1922年）[52]
- 7月20日 - 金田浩一呂、日本のジャーナリスト（* 1932年）[53]
- 7月20日 - 鍋島幹夫、日本の詩人、梅光学院大学教授（* 1947年[54]）[55]
- 7月20日 - 伊藤利夫、日本の元プロ野球選手、高校野球指導者（* 1922年）
- 7月21日 - エリオット・ハンドラー（Elliot Handler）、マテル共同創業者、バービー人形の生みの親（* 1916年）[56]
- 7月21日 - 中村とうよう、日本の音楽評論家（* 1932年）[57]
- 7月21日 - 拝藤聖雄、日本の元プロ野球選手【近鉄パールス所属】（* 1932年）[58]
- 7月22日 - 冨士野高嶺、日本のミュージカル俳優、元宝塚歌劇団所属俳優（* 1915年）[59]
- 7月22日 - 天城勲、日本の文部事務次官（* 1915年?）[60]
- 7月22日 - リンダ・クリスチャン（Linda Christian）、アメリカ合衆国の女優（* 1923年）[61]
- 7月22日 - 上田公子、日本の翻訳家（* 1930年）[62]
- 7月23日 - ロバート・エッチンガー、アメリカ合衆国の元陸軍軍人、哲学者（* 1918年）[63]
- 7月23日 - 恒松制治、日本の経済学者、政治家【公選第5代島根県知事】（* 1923年）[64]
- 7月23日 - 李鐘山、北朝鮮の政治家、朝鮮人民軍次帥、最高人民会議代議員（* 1923年?）[65]
- 7月23日 - 嘉治元郎、日本の教育者、東京大名誉教授（* 1925年）[66]
- 7月23日 - グエン・カオ・キ、旧ベトナム共和国の政治家、同国元副大統領（* 1930年）[67]
- 7月23日 - ジョン・シャリカシュビリ、アメリカ合衆国の軍人、元陸軍大将（* 1936年）[68]
- 7月23日 - 芦田豊雄、日本のアニメ監督、アニメーター、プロデューサー（* 1944年）[69]
- 7月23日 - エイミー・ワインハウス、イギリスの歌手（* 1983年）[70]
- 7月24日 - 増岡博之、日本の実業家、政治家、元自由民主党衆議院議員、第65代厚生大臣（* 1923年）[71]
- 7月24日 - ダン・ピーク（Dan Peek）、アメリカ合衆国の歌手、元アメリカメンバー（* 1950年）[72]
- 7月25日 - マイケル・カコヤニス、ギリシャの映画監督（* 1922年）[73]
- 7月25日 - デイヴィッド・グッドマン、アメリカ合衆国の教育者、イリノイ大学教授（* 1946年）[74]
- 7月25日 - 森祐喜、日本の政治家、元石川県議会議員、森喜朗元首相の長男（* 1964年）[75]
- 7月26日 - 小塚光彦、日本の元フィギュアスケート選手、小塚崇彦の祖父（* 1916年）[76]
- 7月26日 - 今井凌雪、日本の書家（* 1922年）[77]
- 7月26日 - 3代目三増紋也、日本の伝統演芸・三増流江戸曲独楽の曲独楽師（* 1925年）[78]
- 7月26日 - 横井昭、日本の実業家、元日本放送協会副会長（* 1927年?）[79]
- 7月26日 - 小松左京、日本のSF作家（* 1931年）[80]
- 7月26日 - 西口勇、日本の政治家、元大阪府守口市市長（* 1945年）[81]
- 7月26日 - Shinji Man、日本のレゲエミュージシャン、Home Grownのパーカッショニスト（* 1959年?）[82]
- 7月27日 - ジョン・ストット、イギリスのキリスト教牧師（* 1921年）[83]
- 7月27日 - 林春雄、日本の政治家、元岐阜市議会議長（* 1923年[84]）[85]
- 7月27日 - クリシュトーフ・アーゴタ（アゴタ・クリストフ）、ハンガリー・スイスの作家（* 1935年）[86]
- 7月27日 - 三城晃子、日本の女優、タレント（* 1945年）[87]
- 7月27日 - 伊良部秀輝、日本の元プロ野球選手【メジャーリーグ：ニューヨーク・ヤンキースなど所属】（* 1969年）[88]
- 7月27日 - レイ・ハラカミ、日本のミュージシャン（* 1970年）[89]
- 7月28日 - 松尾徹人、日本の政治家、元高知市長（* 1947年）[90]
- 7月28日 - 片山英木、日本の実業家・教育者、青山学院大学教授、元みすず監査法人理事長（* 1952年）[91]
- 7月28日 - 板倉正男、プロ野球選手（* 1927年）
- 7月29日 - 工藤甲人、日本の画家（* 1915年）[92]
- 7月29日 - 上里一郎、日本の臨床心理学者、臨床心理士、教育学博士。広島大学名誉教授。元日本学術会議会員（* 1933年）[93]
- 7月29日 - 宮路武、日本のゲームクリエーター、ジー・モード社長（* 1965年）[94]
- 7月31日 - 吉田喜代子、作曲家・吉田正の妻、吉田正音楽記念館名誉館長（* 1921年）[95]
- 7月31日 - 中山研一、日本の法学者【刑法】（* 1927年）[96]
- 7月31日 - 町田章、日本の考古学者（中国考古学）、独立行政法人文化財研究所理事長。前奈良国立文化財研究所所長（* 1939年）[97]